# Zephyrus Fossae
Le Zephyrus Fossae sono una struttura geologica della superficie di Marte.